# تثبيت الفقرات
تثبيت الفقرات (بالإنجليزية: Vertebral fixation أو spinal fixation) هي إحدى الاجراءات الطبية لدى تخصصات الجراحة العصبية وجراحة العظام. يتم فيها تثبيت فقرتين من فقرات العمود الفقري أو أكثر إلى بعضها البعض باستخدام أجهزة أو معدات اصطناعية أو طبيعية خاصة بتثبيت الفقرات، وذلك بغرض الحد من حركة الفقرات وبالتالي تجنب أي ضرر محتمل للنخاع الشوكي أو الجذور العصبية أو كليهما.
انّ عملية التثبيت قد تكون في الفقرات العنقية أو الظهرية أو القطنية (البطنية) حسب مكان الإصابة، وفي بعض الأحيان قد تشمل منطقتين كالعنقية والظهرية أو الظهرية والقطنية. والتثبيت امّا أن يكون خارجي أو داخلي (تداخلي جراحي)، والتثبيت الجراحي امّا أن يكون من أمام العمود الفقري أو من المنطقة الخلفية أو تثبيت هجين يشمل المنطقتين، وكل ذلك يعتمد على سبب ومقدار عدم الثبات في المنطقة المصابة. حيث يتم دراسة كل حالة على حدةٍ من قبل فريق طبي مختص في جراحة العمود الفقري لتحديد الخيار الأنسب.

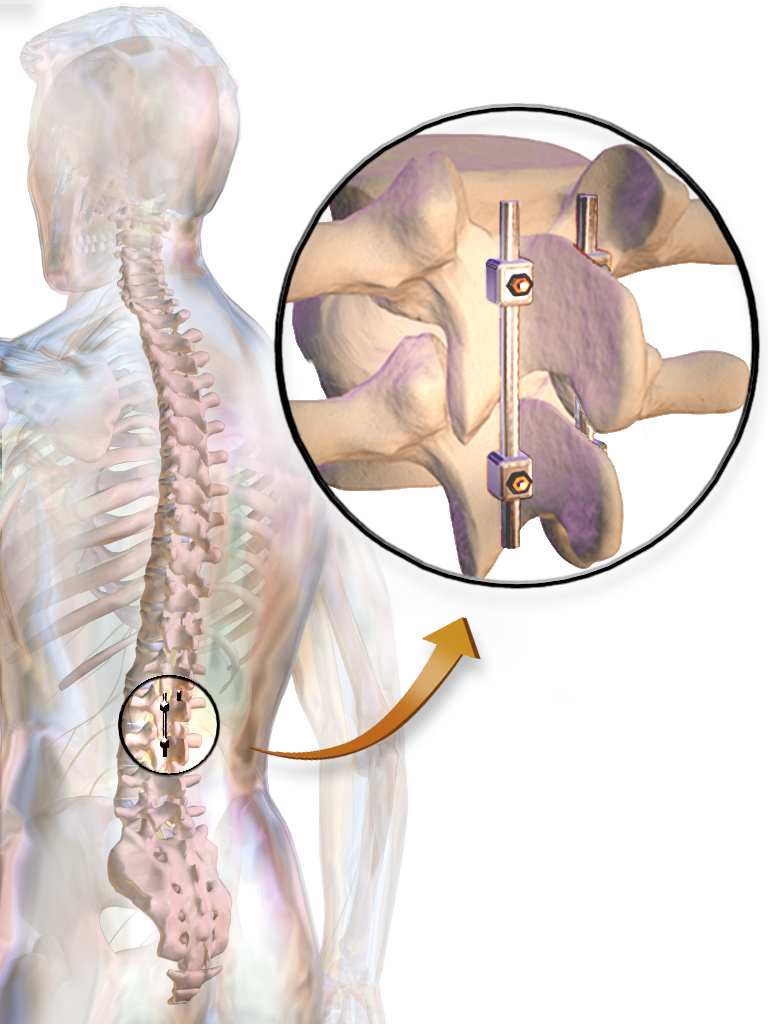
تثبيت جراحي لفقرتين قطنيتين من الجهة الخلفية للعمود الفقري باستخدام قضبان وبراغي معدنية

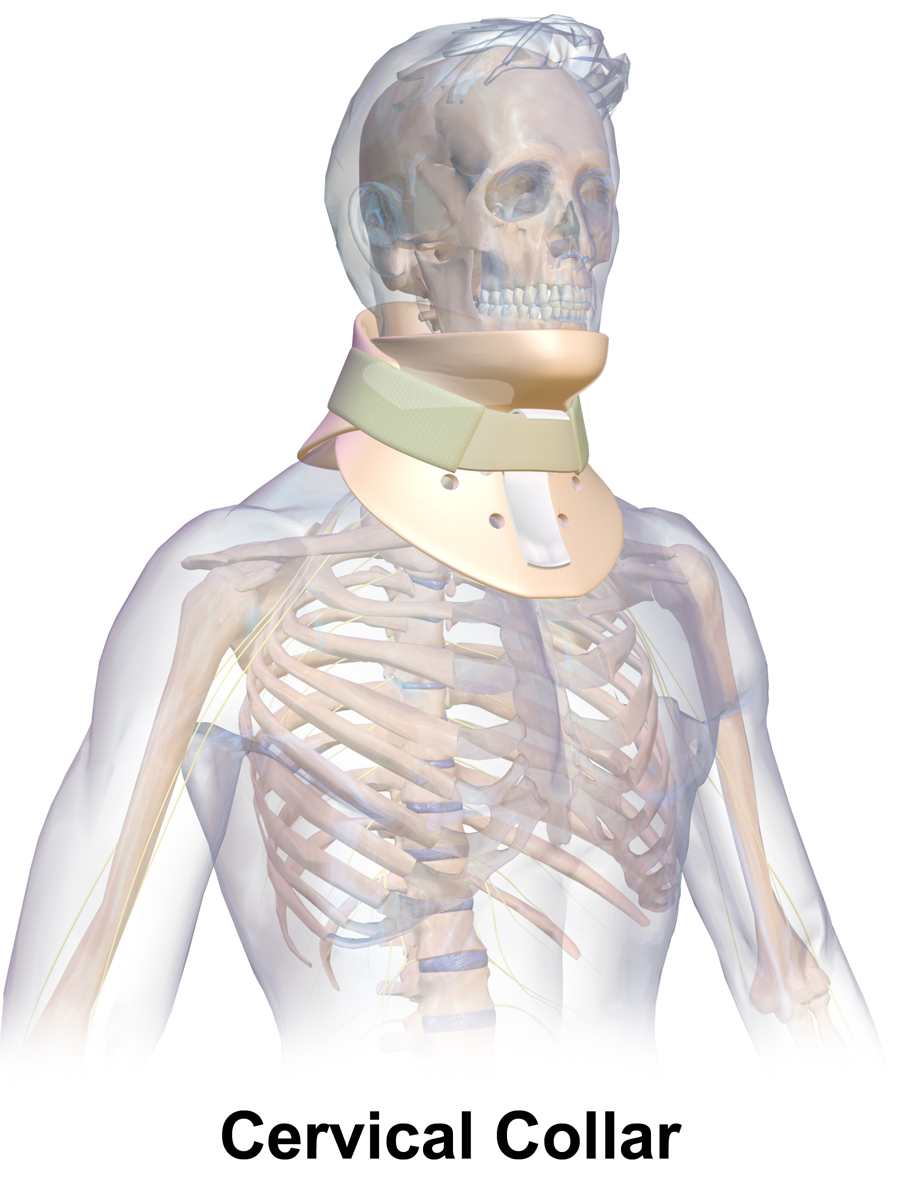
تثبيت خارجي للفقرات العنقية باستخدام طوق العنق

## الدواعي
قد نلجأ إلى تثبيت الفقرات في حالات الكسور أو تشوهات العمود الفقري أو الاختلالات التنكسية للعمود الفقري (مثل حالات انزلاق الفقار).
يمكن تلخيص الأسباب كما يلي:

### عدم الاستقرار الحاد لبنية العمود الفقري
حيث أن سلامة الحبل الشوكي أو الأعصاب الشوكية تكون مهددة، فيتم تثبيت الفقرات حسب ما تفرضه الحالة الطبية بالطريقة المناسبة.
أمثلة على عدم الاستقرار الحاد الناتجة عن الكسور أو غيره كما يلي:

#### كسور الفقرات العنقية
- كسر جيفرسون.[2]
- خلع فهقي محوري (بالإنجليزية: Atlanto-axial subluxation)
- كسر هانغمان (بالإنجليزية: Hangman's fracture)
- كسر الفائق (الناتئ السني) للمحور.
- مفصل وجيهي قافز (أحادي أو ثنائي الجانب)
- كسور الفقرات العنقية غير المحورية.

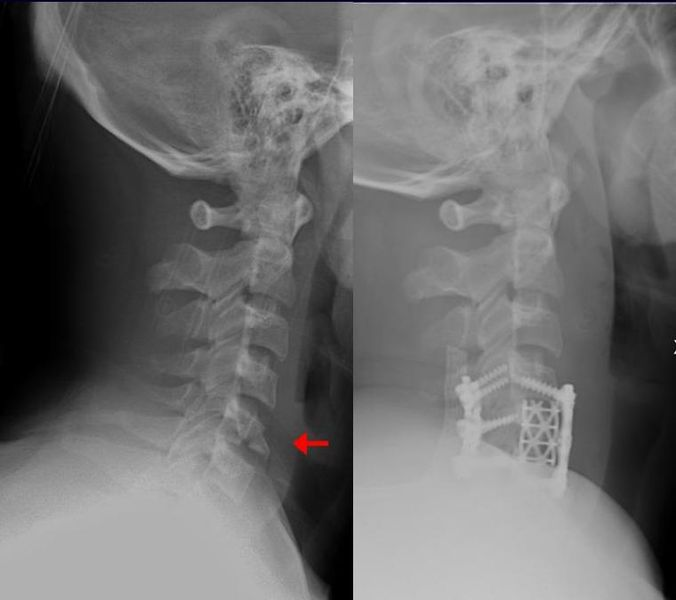
كسر دمعي عنقي قبل التثبيت (يسار مقابل السهم الأحمر)، وبعد التثبيت (يمين) باستخدام قفص معدني بتداخل جراحي أمامي، واستخدام قضبان وبراغي معدنية بتداخل جراحي خلفي

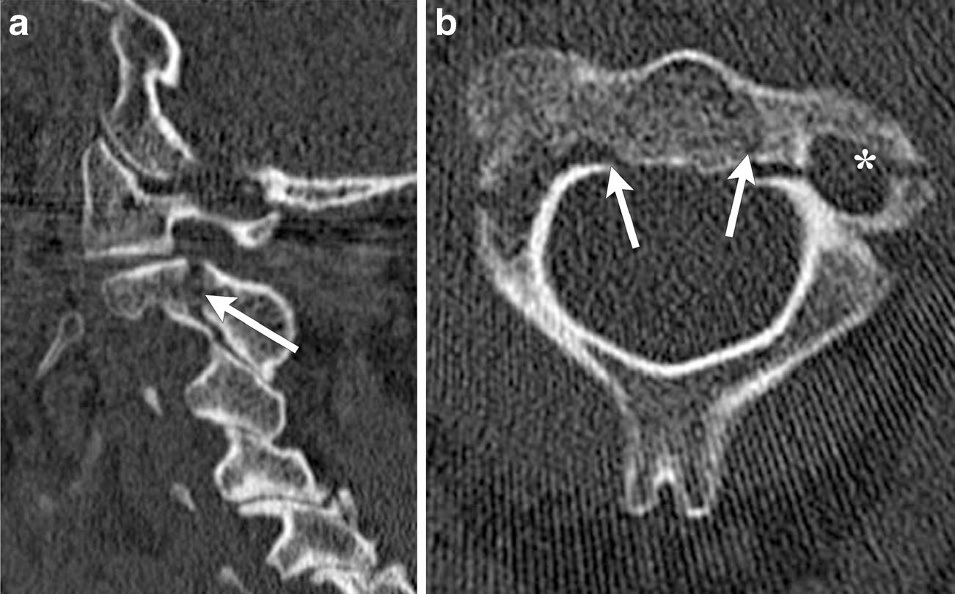
صورة طبقية محورية لكسر هانغمان

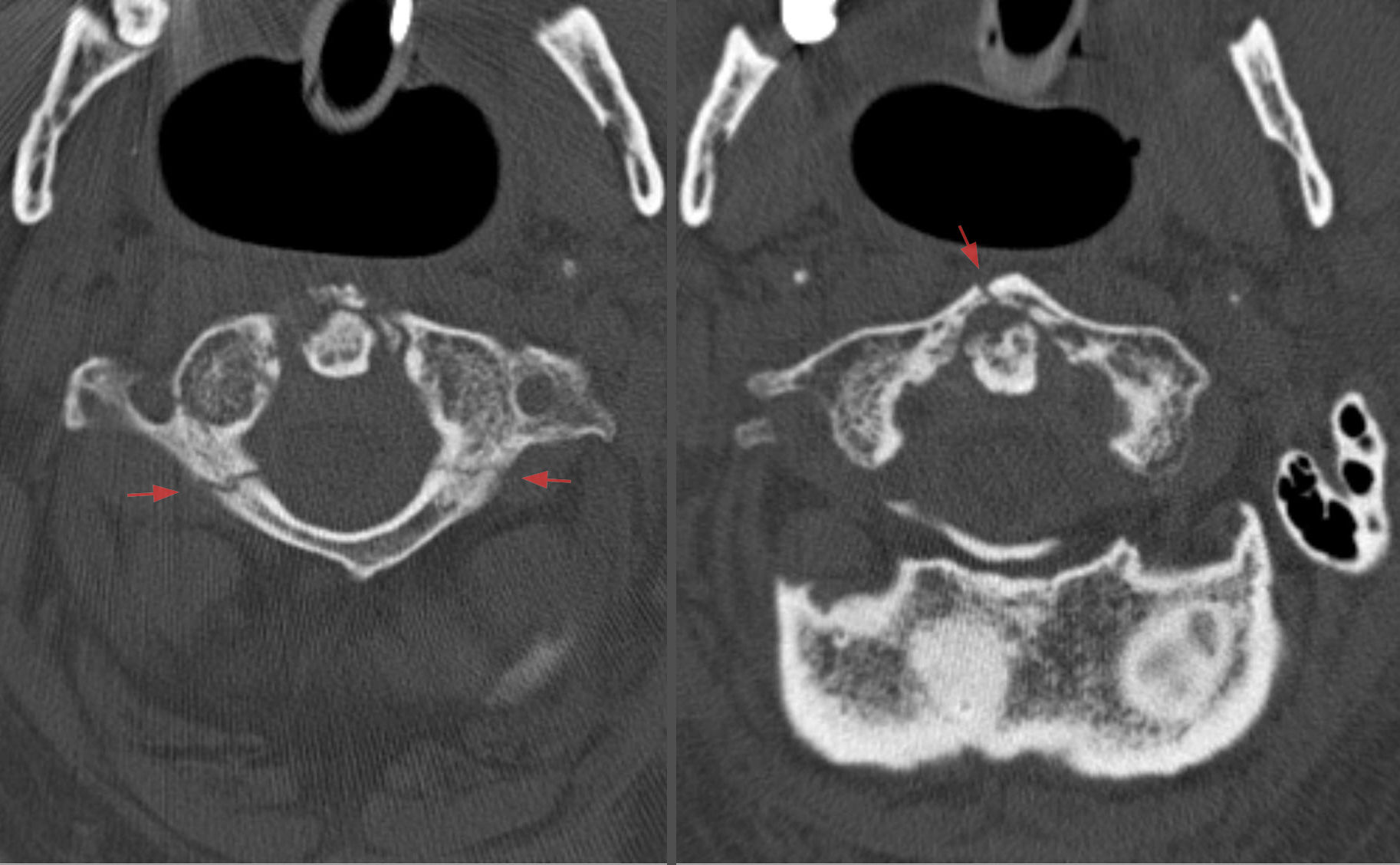
صورة طبقية محورية لكسر جيفرسون

- الكسور القلعية.
- كسر الدمعة.

#### كسور الفقرات الظهرية والقطنية

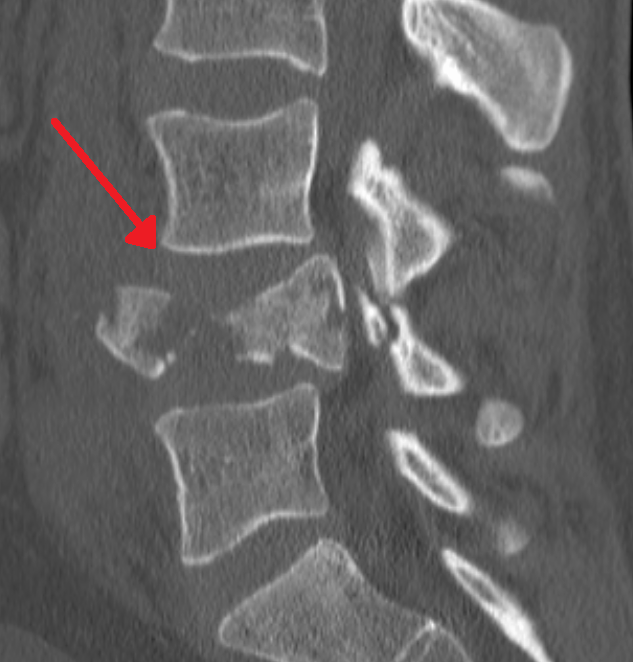
صورة طبقية محورية لكسر انفجاري في الفقرة القطنية الرابعة

- كسر انضغاطي.[1]
- كسر انفجاري.
- كسر تشانس.
- كسر خلعي.

#### التهابات وأورام العمود الفقري
الالتهابات الحادة أو المزمنة للفقرات أو القرص الفقري قد تؤدي إلى خلل في بنية العمود الفقري تضطر إلى إجراء تثبيت داخلي، وفي هذا تقدّم مصلحة المريض في الحفاظ على سلامة الحبل الشوكي على الرغم من احتمالية فشل التثبيت نتيجة لوجود التهاب قائم بالرغم من استخدام المضادات الحيوية.
انّ الأورام الناشئة من العمود الفقري أو الحبل الشوكي أو الأورام المهاجرة قد تؤثر على استقرار بنية الفقرات فتحتاج الفقرات في بعض الأحيان إلى تثبيت عند استئصال الورم أو عدمه، وهذا يعتمد على بروتوكولات طبية معتمدة يقرها جراحي العمود الفقري.

### عدم الاستقرار المزمن لبنية العمود الفقري
أكثر الأمثلة شيوعاً التي من الممكن أن تؤثر على الاستقرار الهيكلي للفقرات هي الانزلاقات الغضروفية المزمنة، وانحلال أو انزلاق الفقار، والتضيق الشوكي، والحداب مثل داء شورمان، والجنف.
كما أنه يمكن أن تعتبر الأورام أو التهابات من الأسباب المزمنة لعدم الاستقرار إذا بقيت لفترات زمنية طويلة.

## الأجهزة المستخدمة في تثبيت الفقرات
في حالات التثبيت الخارجي يوجد العديد من الخيارات، وذلك حسب مكان الإصابة ونوعها وحدتها. ومن الأمثلة على ذلك:
- طوق العنق واما أن يكون مصنوع من مادة صلبة أو رخوة مثل القطن.
- تثبيت باستخدام اطار هالو. (بالإنجليزية: halo frame fixation).
- دعامة ميلووكي. (بالإنجليزية: Milwaukee brace).
- دعامة بوسطن. (بالإنجليزية: Boston brace).

أمّا عند الخيار الجراحي فعادة ما تستخدم لتثبيت الفقرات أجهزة مستديمة صلبة أو شبه صلبة مصنوعة من التيتانيوم تزرع جراحياً في العمود الفقري، ومن هذه الأجهزة القضبان والشرائح والمسامير، وقد تستخدم في أحيان قليلة أجهزة مصنوعة من مواد حيوية قابلة للامتصاص، ومنها مثلاً بعض البوليمرات التي تنحل إلى نواتج حمضية التفاعل، وبالتالي فلا بد من استخدام مواد دارئة حتى نتجنب أن تحدث هذه النواتج الحمضية آثاراً ضارة على العظم الملاصق للجهيزة المتحلله.